# Glamour to Kill
Glamour to Kill es un grupo musical español, afincado en Berlín. Ha tenido considerable éxito en toda Europa y Norteamérica gracias a sus constantes conciertos y a sus discos. Inicialmente el grupo estuvo compuesto por Antonio Glamour y Luis Miguélez a los que se unió posteriormente Juan Tormento. 
Los componentes del grupo se afincaron en Berlín donde comenzaron a actuar en clubes y fiestas, lo que les abrió las puertas del circuito underground berlinés. Por ello fueron contratados para realizar una gira por Alemania patrocinada por una conocida marca de tabaco. El primer disco sería grabado en 2003 y editado primeramente en Alemania. 
Tras el éxito logrado en Alemania comienzan a ser conocidos en el resto de Europa incluyendo Rusia para finalmente proyectar su éxito a los Estados Unidos donde alcanzaron cierta relevancia, siempre basándose en sus peculiares conciertos muy adentrados en la estética del cabaret. A principio del año 2006 publicaron su segundo disco Pecados eléctricos

## Componentes
- Antonio Glamour (Cantante)
- Luis Miguélez (Guitarra)
- Juan Tormento (Teclados y Programaciones)

## Discografía

### Álbumes
- Musik pour the ratas (2004)
- Pecados eléctricos (2006)
- Rock'n Roll Makes me Sexy (2008)
- Creatures Without Soul (2010)

### EP
- Rock'n Roll Makes Me Sexy (2004)

### Singles
- Eisbär (2004)
- Clone Fashion (Remixes) (2004)
- In your eyes (2005)
- Rent Me (Featuring Polly Fey) (2005)
- Vampire (2006)
- Somos Ángeles (2006)

### Canciones inéditas incluidas en Compilation CD
- Celebrate your death -Berlin Insane I-) (2003)
- Queer -Chantals House of Shame- The Album) (2003)
- Abre los ojos -Chantals House of Shame- The Album) (2003)
- Je me sens triste -Berlin Insane II-) (2004)
- She looks like a girl -Berlin Insane IV-) (2006)